# شهرستان مزک
شهرستان مزک در استان لمبورگ  در منطقه فلاندری در کشور بلژیک واقع شده‌است.